# 967 (numero)
Novecentosessantasette (967) è il numero naturale dopo il 966 e prima del 968.

## Proprietà matematiche
- È un numero dispari.
- È un numero primo.
- È un numero omirp (poiché le cifre lette al contrario danno "769", il quale è un altro numero primo).
- È un numero primo cugino (imparentato con il 971).
- È un numero primo troncabile a sinistra.
- È un numero palindromo nel sistema posizionale a base 13 (595).
- È un numero odioso.
- È un numero nontotiente in quanto dispari e diverso da 1.
- È un numero intero privo di quadrati.
- È un numero congruente.
- È parte della terna pitagorica (967, 467544, 467545).

## Astronomia
- 967 Helionape è un asteroide della fascia principale.
- NGC 967 è una galassia lenticolare della costellazione della Balena.

## Astronautica
- Cosmos 967 è un satellite artificiale russo.